# Eucelatoria elongatum
Eucelatoria elongatum là một loài ruồi trong họ Tachinidae.